# اگینتون
اگینتون (به انگلیسی: Egginton) یک روستا و محله مدنی در بریتانیا است که در South Derbyshire واقع شده‌است. اگینتون ۵۷۴ نفر جمعیت دارد.